# 高等教育コンソーシアム信州
高等教育コンソーシアム信州（こうとうきょういくコンソーシアムしんしゅう）は長野県内の各高等教育機関（大学）が相互に連携・協力し、高等教育全体の資質向上を推進することにより、地域の教育・学術研究の充実・発展を図るとともに、地域社会及び産業界との連携推進により、産学官による活力ある人づくり・街づくりへの貢献を目指し、その実現に取り組むことを目的として設立された連携組織。
旧称は「長野県大学連絡協議会」、通称は「S（エス）ネット」。全国大学コンソーシアム協議会に加盟している。事務局は信州大学本部に設置されている。

## 事業内容
- 教育連携事業
- 地域貢献推進事業
- 教職員間及び学生間の交流事業

## 加盟大学
- 信州大学
- 長野県立大学
- 長野県看護大学
- 長野大学
- 公立諏訪東京理科大学
- 佐久大学
- 清泉大学
- 長野保健医療大学
- 松本看護大学
- 松本歯科大学
- 松本大学

## 特別会員
- 長野県